# Карциноїдний синдром
Карцино́їдний синдро́м — комплексне захворювання, яке зумовлене надлишковою секрецією серотоніну та інших біологічно активних речовин (брадикінін, простагландини) у зв'язку з розвитком карциноїду, що найчастіше зустрічається у тонкій кишці, рідше у легенях, шлунку, підшлунковій залозі, загальній жовчній протоці, яєчниках. Іноді ознаки синдрому з'являються лише при метастазах пухлини у печінку.

## Клінічні ознаки
Характерні виражені напливи, які супроводжуються швидким почервонінням шкіри обличчя та шиї, іноді набряком обличчя. Часто вони супроводжуються тахікардією, гіпотонією, іноді нападами бронхіальної астми, шлунково-кишковими розладами (біль у животі, діарея, виражені тенезми, нудота та блювання). Напади можуть виникати під впливом прийому їжі, вживання алкоголю, при значному фізичному навантаженні, емоційних реакціях.
При прогресуванні захворювання відмічають схуднення, зрідка ураження серця з розвитком його вади, частіше правих відділів (стенози).

## Діагностика
Для підтвердження діагнозу визначають продукт перетворення серотоніну — 5-гідроксиіндолоцтову кислоту в сечі, зібраній після нападу.
При багаторічному перебігу хвороби можуть виникати стійкі зміни шкіри з множинними телеангіектазіями, а також характерним потемнінням шкіри, що набуває фіолетового відтінку.

## Лікування
При встановленій локалізації пухлини проводять хірургічне лікування. При частих нападах застосовують метилдопу або клонідин, а також симптоматичні засоби. Лише при різко виражених клінічних проявах призначають преднізолон у дозі 10-20 мг/добу.